# Ferien, chronique d'un été
Ferien, chronique d'un été (Ferien) est un film allemand réalisé par Thomas Arslan en 2007.

## Fiche technique
- Titre français : Ferien, chronique d'un été
- Titre original : Ferien
- Réalisation et scénario : Thomas Arslan
- Producteur : Thomas Arslan, Inge Classen
- Durée : 91 minutes
- Sortie : 2007
- Date de sortie : 14 juin 2007
- Pays : Allemagne

## Distribution
- Angela Winkler : Anna
- Karoline Eichhorn : Laura
- Uwe Bohm : Paul
- Anja Schneider : Sophie
- Gudrun Ritter : la grand-mère
- Wigand Witting : Robert
- Amir Hadzic : Max
- Babette Semmer : Zoe
- Leyla Bobaj : Leyla
- Aaron Raabe : Aaron
- Maria Hengge : la femme à la mer